# Морона
Морона (Morone) — рід риб родини Моронових (Moronidae). Містить чотири види, які зустрічаються у морських і прісних водах Північної Америки.

## Види
- Morone americana
- Morone chrysops
- Morone mississippiensis
- Morone saxatilis — Окунь смугастий